# Berliner Kirchenmusikschule im Johannesstift

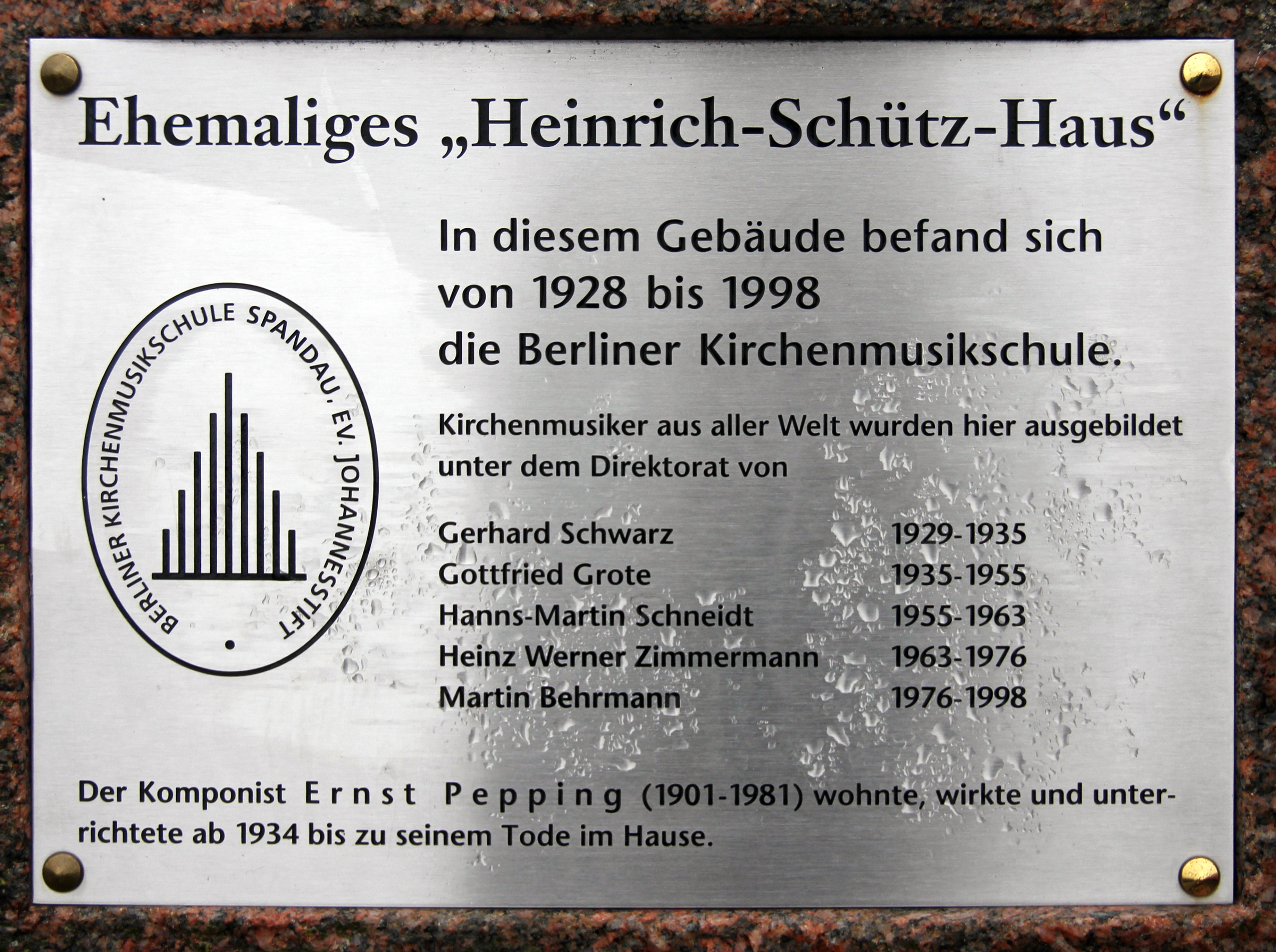
Gedenktafel am Janusz-Korczak-Haus, Schönwalder Allee 26, in Berlin-Hakenfelde

Die Berliner Kirchenmusikschule im Johannesstift befand sich von 1928 bis 1998 im Heinrich-Schütz-Haus (heute: Janusz-Korczak-Haus) des  Evangelischen Johannesstifts im Berliner Ortsteil Hakenfelde des Bezirks Spandau. Träger der Schule waren gemeinsam der Johannesstift und die heutige Evangelische Kirche Berlin-Brandenburg-schlesische Oberlausitz. 1998 wurde das Institut an die Universität der Künste Berlin angegliedert und gab das Gebäude in Hakenfelde auf.
Herausragende Persönlichkeit in der Geschichte des Hauses war der Komponist Ernst Pepping. Er lehrte ab 1934 an der Kirchenmusikschule und wohnte bis zu seinem Tode 1981 dort.
Die Studenten an der Spandauer Kirchenmusikschule bildeten die Basis der Spandauer Kantorei, eines gemischten Chores, der mit zahlreichen Konzerten, Rundfunkaufnahmen etc. in der Öffentlichkeit Berlins präsent war. Weitere herausragende Lehrpersonen  waren der Komponist Heinz Werner Zimmermann, seine Frau Renate Zimmermann, die Organisten Heinz Lohmann und Karl Hochreither, die Komponisten Isabel Mundry, Franz Martin Olbrisch und Winfried Radeke sowie die Dirigenten Hanns-Martin Schneidt, Helmuth Rilling (bis 1966) und Martin Behrmann. Insgesamt wurden in 70 Jahren rund 500 Kirchenmusiker ausgebildet.

## Leiter der Kirchenmusikschule
- 1929–1935: Gerhard Schwarz
- 1935–1955: Gottfried Grote
- 1955–1963: Hanns-Martin Schneidt
- 1963–1976: Heinz Werner Zimmermann
- 1976–1998: Martin Behrmann